# 苏立群
苏立群（1972年10月16日—），中国女子排球运动员，中国国家女子排球队成员。她曾代表中国参加1992年夏季奥运会女子排球比赛，最终获得第7名。